# 섹스가 다이어트에 미치는 영향
《섹스가 다이어트에 미치는 영향》은 2016년에 개봉한 대한민국의 성인 영화다.

## 출연

### 주연
- 최지웅
- 정두교
- 김미나
- 한수민
- 신나비
- 오주하
- 솔비
- 윤이수
- 서원

## 같이 보기
- 쌍둥이 에로 킬러 - 자매의 유혹